# Colonia Miguel Hidalgo, Pátzcuaro
Colonia Miguel Hidalgo är en ort i Mexiko.   Den ligger i kommunen Pátzcuaro och delstaten Michoacán de Ocampo, i den södra delen av landet, 250 km väster om huvudstaden Mexico City. Colonia Miguel Hidalgo ligger 2 089 meter över havet och antalet invånare är 190.
Terrängen runt Colonia Miguel Hidalgo är huvudsakligen kuperad, men österut är den platt. Runt Colonia Miguel Hidalgo är det ganska tätbefolkat, med 179 invånare per kvadratkilometer. Närmaste större samhälle är Pátzcuaro, 7,7 km väster om Colonia Miguel Hidalgo. I omgivningarna runt Colonia Miguel Hidalgo växer huvudsakligen savannskog.